# Tripteroides caeruleocephalus
Tripteroides caeruleocephalus är en tvåvingeart som först beskrevs av George Frederick Leicester 1908.  Tripteroides caeruleocephalus ingår i släktet Tripteroides och familjen stickmyggor. Inga underarter finns listade i Catalogue of Life.